# Proceedings of the National Academy of Sciences
Proceedings of the National Academy of Sciences (Proceedings of the National Academy of Sciences of the United States of America, PNAS; ISSN 0027-8424) — ведущий американский журнал для публикации оригинальных научных исследований в различных областях, главным образом в биологии и медицине, а также по физике и социальным наукам.
Официальный орган Национальной академии наук США (US National Academy of Sciences, NAS).

## История
Журнал PNAS был основан в 1914 году Национальной академией наук США (осн.1863), а первый номер опубликован в 1915 году. Кроме научных оригинальных исследований публикуются обзоры, комментарии, письма редактору, сообщения и документы самой Академии. PNAS широко охватывает биологические, физические и социальные науки. Хотя большинство статей, изданных в журнале находится в области биомедицинских наук, отдельными выпусками выходят номера по физике, математике и социальным наукам. Все статьи предварительно рецензируются или членами самой Академии, или назначенной ими группой референтов.
Все статьи журнала доступны подписчикам на сайте журнала, а спустя 6 месяцев бесплатны для полного просмотра.

## Признание
В 2009 году вошёл в Список 100 самых влиятельных журналов биологии и медицины за последние 100 лет, заняв 3-её место в категории «Молекулярная и клеточная биология, биотехнология и междисциплинарные журналы».
Обладая большим авторитетом в научном мире, журнал PNAS имеет большую посещаемость своей Online-версии в интернете: 11,6 млн хитов в месяц.
Индекс цитирования (импакт-фактор) журнала равен: в 2003 году — 14.49, в 2004 — 10.452, в 2005 — 10.231, в 2006 — 9.643, в 2008 — 9.380, в 2012 — 9.737. Журнал PNAS второй наиболее цитируемый в мире научный журнал с 1,338,191 цитированиями за 1994—2004 годы (первое место занимает журнал Journal of Biological Chemistry с показателем 1,740,902).

## Редакторы
- 1914—1918 — Артур А. Ноес
- 1918—1940 — Раймонд Пирл
- 1940—1949 — Роберт Милликен
- 1950—1955 — Лайнус Полинг
- 1955—1960 — Уэнделл Мередит Стэнли
- 1960—1968 — Саундерс Маклейн
- 1968—1972 — Джон Т. Эдсалл
- 1972—1980 — Роберт Луис Синшеймер
- 1980—1984 — Дэниел Кошланд
- 1985—1988 — Максин Сингер
- 1988—1991 — Игорь Дэуид
- 1991—1995 — Лауренс Богорад[англ.]
- 1995—2006 — Николас Коззарелли[англ.]
- 2006—2011 — Рэнди Шекман
- 2011—2017 — Индер Верма
- 2018—2019 — Наташа Райхель
- с 2019 — Мэй Беренбаум

## Премия Коццарелли
Премия Коццарелли, учрежденная в 2005 году, отмечает статьи, сочетающие научное совершенство и оригинальность. Награду учредили в 2005 году как премию за лучшую статью года, опубликованную в PNAS. С 2007 года она носит имя Николаса Коццарелли, который возглавлял в свое время редакцию журнала.
В марте 2019 года редакционный совет журнала PNAS Национальной академии наук США назвал шесть научных работ, удостоившихся этой премии за 2018 год. В области физики и математики победителем стали российский физик Алексей Мельников и его соавторы.

## ISSN
- ISSN 0027-8424 (print)
- ISSN 1091-6490 (web)
- LCCN 00-227001
- CODEN PNASA6
- OCLC 43473694